# Microscopium
Microscopium (sigla: Mic), o Microscópio, é uma constelação do hemisfério celestial sul. O genitivo, usado para formar nomes de estrelas, é Microscopii.
O Microscópio uma das catorze constelações modernas criadas pelo astrônomo francês Nicolas Louis de Lacaille no século XVIII.
As constelações vizinhas, segundo as delineações contemporâneas, são o Peixe Austral, o Capricórnio, o Sagitário, o Índio e o Grou.

## História
As estrelas que hoje formam o Microscópio podem ter pertencido às "patas traseiras" do Sagitário, embora não haja certeza quanto a isso. Al-Sufi alega que as estrelas foram observadas por Ptolomeu, mas não especifica as posições exatas.
O nome da constelação significa microscópio em latim, dada sua semelhança que Lacaille encontrou nela com os microscópios do século XVIII. As estrelas do Microscópio têm brilho muito fraco e dificilmente são visíveis da maior parte do hemisfério norte muito além da região tropical.
É possível que uma antiga constelação chamada Neper ,que representava uma broca, esteja localizada próxima ou na própria constelação do Microscópio, mas isso não é consenso.